# Centaurea davisii
Centaurea davisii — вид квіткових рослин айстрових (Asteraceae). Ареал: пд. Туреччина до пн.-зх. Ірак.